# Evan Parke
 Evan Parke  (n. 2 de enero de 1968 en Kingston, Jamaica, Antillas) es un actor jamaiquino-estadounidense. Es conocido gracias a su papel como Hayes en King Kong. Estudió en la Universidad de Cornell (Clase de 1990) donde se especializó en economía.

## Filmografía

### Películas y series
- The Cider House Rules como Jack (1999).
- The Replacements como Malcom LaMont (2000).
- El planeta de los simios como Gianna Michaels (2001).
- Nightstalker como el Teniente Mayberry (2002).
- Kiss Kiss Bang Bang (2005) como Guardia de la Clínica Dexter
- Fellowship como Hombre sin hogar #2 (2005).
- King Kong como Hayes (2005).
- Django Unchained como Un negro cualquiera (2012).

### Videojuegos
- Detroit: Become Human (2018) como Luther

- Datos: Q1334819